# (5917) Chibasai
(5917) Chibasai est un astéroïde de la ceinture principale.

## Description
(5917) Chibasai est un astéroïde de la ceinture principale. Il fut découvert le 7 juillet 1991 à l'observatoire Palomar par Eleanor Francis Helin. Il présente une orbite caractérisée par un demi-grand axe de 2,60 UA, une excentricité de 0,14 et une inclinaison de 14,3° par rapport à l'écliptique.

## Compléments